# Aire-la-Ville
Aire-la-Ville é uma comuna suíça do Cantão de Genebra e fica rodeada por Satigny a Norte, Bernex e Cartigny a Sul, e Russin a Oeste. O Rio Ródano separa-a de Satigny e de Russin
Aire-la-Ville aproveitando a passagem do Rio Ródano no seu território tem a  barragem de Verbois que fornece Genebra de electricidade e uma central de incineração de Cheneviers.
Segundo o Departamento Federal de Estatísticas Aire-la-Ville ocupa uma superfície de 2.93 km2 com uma cobertura agrícola de 42 % e unicamente 20 % habitável, e se a população não tenha aumentado enormemente duplicou entre 1980 e 2008, passando de 406 a 899 habitantes,